# 菊池夕香
菊池 夕香（きくち ゆうか - 1971年2月14日 -） は、元AV女優。

## 来歴・人物
北海道の高校卒業後関東地区の短大在学中に1990年にデビュー。1991年頃に引退。

## 作品

### AVビデオ
- 姫はプルプル（1990年）

### 雑誌
- アップル通信（三和出版）
- オレンジ通信（東京三世社）
- THEナイスマガジン（1990年12月発行）（司書房）